# Verrayes
Verrayes – miejscowość i gmina we Włoszech, w regionie Dolina Aosty.
Według danych na styczeń 2009 gminę zamieszkiwały 1344 osoby przy gęstości zaludnienia 59,6 os./1 km².

## Miasta partnerskie
- Chantepie